# Föreningen för kvinnans politiska rösträtt i Varberg
Föreningen för kvinnans politiska rösträtt i Varberg, även kallad Varbergsföreningen för kvinnans politiska rösträtt, var Varbergs lokalförening inom Landsföreningen för kvinnans politiska rösträtt (LKPR). Föreningen bildades den 20 april 1903 och var verksam lokalt i Varberg för införandet av kvinnors rösträtt i Sverige.